# 新斯韦特洛夫卡 (卢甘斯克州)

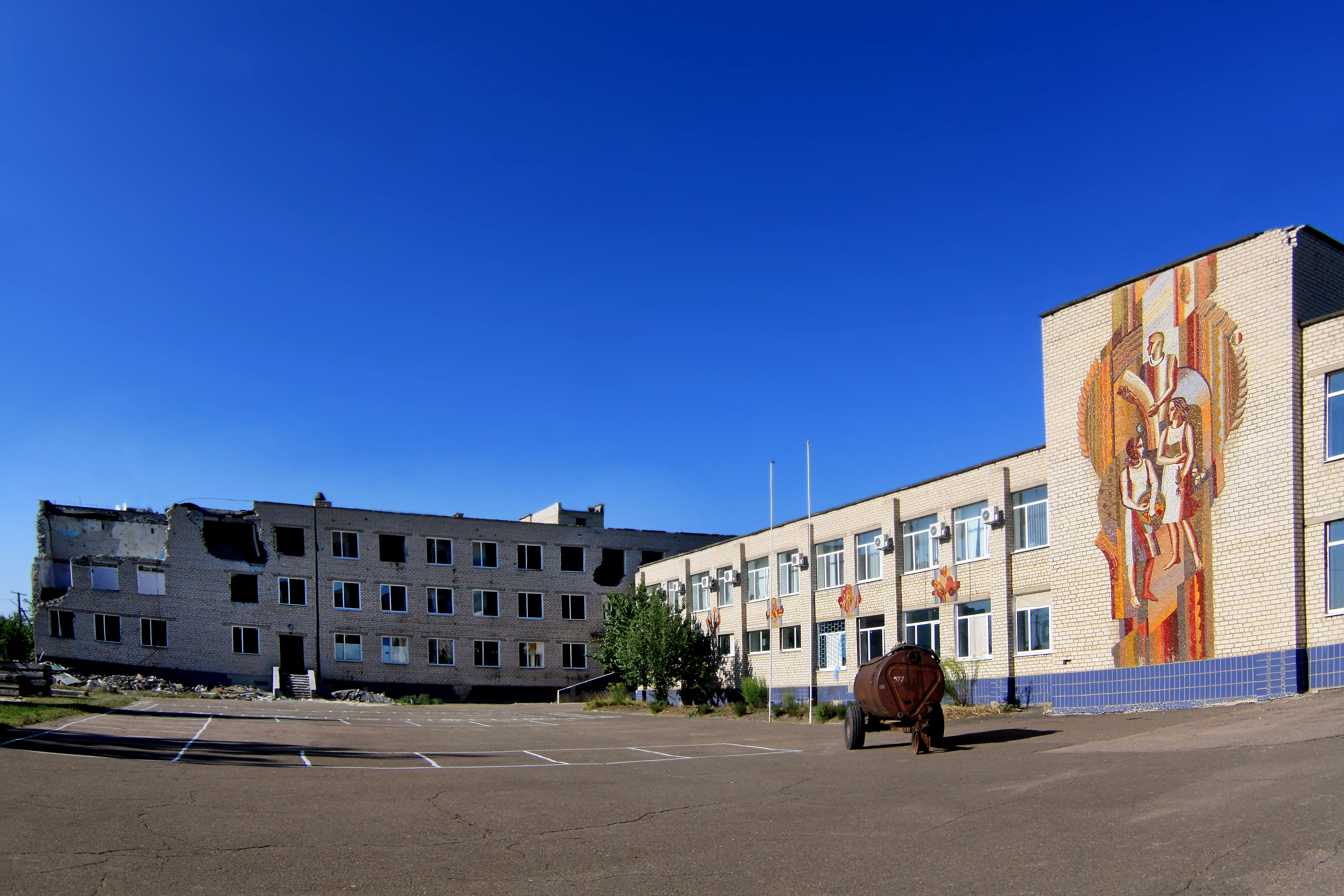
农业职业高中

48°29′41″N 39°30′13″E / 48.49472°N 39.50361°E
新斯韦特洛夫卡，或按乌克兰语译作新斯維特利夫卡（羅馬化：Novosvitlivka），法理上是烏克蘭東部盧甘斯克州卢甘斯克区的青年近衛軍城市鎮的鎮。該鎮位於卢汉奇克河畔，距離首府盧甘斯克19公里，始建於1860年，海拔高度55米，2011年人口3,755。